# Judith Rave
Judith Rave, geborene Judith Melousine Henriette Wilhelmine Freiin von Scheither, (* 1763 in Levern; † 2. August 1807 in Wormlage) war eine deutsche Schriftstellerin.

## Leben
Judith von Scheither wurde als Tochter des hannoverschen Generalmajors Georg Heinrich Albrecht von Scheither 1763 geboren. Ihr Onkel war der preußische Minister Julius August von der Horst, Berlin, dem sie einen Teil ihrer Bildung verdankte. Sie lernte Französisch und Englisch, das Klavierspiel und begann früh, Gedichte für Kinder zu schreiben. Eine Sammlung von Kindergedichten zur Geschichte Brandenburgs wurde 1805 veröffentlicht. Sie lebte zeitweise am Hof in Berlin.
Durch einen Briefwechsel lernte sie ihren späteren Mann Siegfried Rave kennen, einen Pastor zu Groß Solschen bei Hildesheim. Ihr Vater war strikt gegen die Verbindung, so dass erst sein Tod am 25. Juli 1789 die Heirat ermöglichte, die am 12. August 1789 in Groß Solschen stattfand. Judith Rave wurde Mutter von fünf Kindern.
Nach Gerüchten, ihr Ehemann würde sie betrügen, fand die als unkonventionell geltende Pfarrfrau nach einer Zeit persönlicher Niedergeschlagenheit einen Geliebten, dem sie zunächst Unterricht erteilte und der sie später angeblich ihrer schlechten Gesundheit wegen auf eine Reise an den Rhein begleitete, wo sich beide als Baron und Baronin ausgaben und als Paar zusammen lebten. In Braunschweig wurde sie von einer Tochter des Geliebten entbunden, die den Namen Laura Agnese Lovy erhielt. Es kam zur Trennung des Ehepaares. Aufgrund ihres als skandalös empfundenen Lebens hatten sich Freunde und Verwandte von ihr losgesagt. Judith Rave ging mit ihrer Tochter nach Dessau und Halle, wo sie in ärmlichen Verhältnissen lebte.
Zu dieser Zeit begann sie unter dem Pseudonym „Molly“ das Werk Molly's Bekenntnisse zu schreiben, das autobiografische Züge trägt. Zudem verfasste sie  Novellen, die jedoch zu Lebzeiten nicht veröffentlicht wurden. Judith Rave arbeitete in der Folgezeit unter anderem als Lehrerin an einer Töchterschule in Goslar und war später als Erzieherin im Haus des Kriegsministers Julius Heinrich von Buggenhagen tätig. Danach wurde sie die Erzieherin der Kinder des Landesdeputierten von Schoenfeld in Wormlage, wo sie 1807 verstarb.
Ihre Tochter Laura Agnese Lovy heiratete am 8. September 1825 in Wildeshausen Johann Ludwig Christian Abel Wübbenhorst, Sohn des Küsters und Organisten Johann Heinrich Wübbenhorst.

## Werke
- Molly's Bekenntnisse oder so führt Unbefangenheit ins Verderben. Eine wahre Geschichte zur Warnung für alle Wildfänge unter den heirathslustigen Mädchen. Fleischer, Leipzig 1804.
- Chronologische Verse zu Brandenburgs Geschichte bis auf Friedrich II., König von Preussen. 1805.[3]
- Der Regenstein oder die glückliche Einsamkeit. Eine wahre Geschichte. Verlage der Hof-Buch- und Kunsthandlung, Rudolstadt 1816.